# Eneko Llanos
Eneko Llanos Burguera (Vitoria, 30 de noviembre de 1976) es un deportista español que compite en triatlón. Ha sido campeón del Mundial de Triatlón de Larga Distancia, así como vencedor en tres ocasiones del Campeonato Mundial de Xterra Triatlón.
Su especialidad son las carreras de larga duración como el Ironman, aunque también ha conseguido éxitos en la distancia olímpica. Su hermano, Hektor Llanos, también es triatleta profesional, al igual que su mujer, Ruth Brito. Es ovolactovegetariano desde 1995.

## Trayectoria
Ganó una medalla de plata en el Campeonato Europeo de Triatlón de 2004, en la prueba masculina individual. Participó en dos Juegos Olímpicos de Verano, ocupando el 23.er lugar en Sídney 2000 y el 20.º lugar en Atenas 2004.
En triatlón de larga distancia obtuvo dos medallas en el Campeonato Mundial, en los años 2003 y 2012, y una medalla en el Campeonato Europeo de 2010. En la modalidad de triatlón campo a través consiguió una medalla en el Campeonato Europeo de 2007.
En Ironman ganó una medalla de plata en el Campeonato Mundial de 2008 y cuatro medallas en el Campeonato Europeo entre los años 2008 y 2016. En la modalidad de Xterra triatlón obtuvo seis medallas en el Campeonato Mundial entre los años 2002 y 2011.
Después de subir 7 veces al segundo o tercer puesto del Campeonato de España de Triatlón de Invierno, consiguió obtener el título, por delante de Jon Erguin Dorronsoro.

## Palmarés internacional
| Campeonato Europeo | Campeonato Europeo | Campeonato Europeo | Campeonato Europeo |
| Año                | Lugar              | Medalla            | Prueba             |
| ------------------ | ------------------ | ------------------ | ------------------ |
| 2004               | Valencia (España)  | Medalla de plata   | Individual         |

| Campeonato Mundial | Campeonato Mundial | Campeonato Mundial | Campeonato Mundial |
| Año                | Lugar              | Medalla            | Prueba             |
| ------------------ | ------------------ | ------------------ | ------------------ |
| 2003               | Ibiza (España)     | Medalla de oro     | Individual         |
| 2012               | Vitoria (España)   | Medalla de plata   | Individual         |
| Campeonato Europeo |                    |                    |                    |
| Año                | Lugar              | Medalla            | Prueba             |
| 2010               | Vitoria (España)   | Medalla de oro     | Individual         |

| Campeonato Europeo | Campeonato Europeo | Campeonato Europeo | Campeonato Europeo |
| Año                | Lugar              | Medalla            | Prueba             |
| ------------------ | ------------------ | ------------------ | ------------------ |
| 2007               | Ibiza (España)     | Medalla de oro     | Individual         |

| Campeonato Mundial | Campeonato Mundial     | Campeonato Mundial | Campeonato Mundial |
| Año                | Lugar                  | Medalla            | Prueba             |
| ------------------ | ---------------------- | ------------------ | ------------------ |
| 2008               | Hawái (Estados Unidos) | Medalla de plata   | Individual         |
| Campeonato Europeo |                        |                    |                    |
| Año                | Lugar                  | Medalla            | Prueba             |
| 2008               | Fráncfort (Alemania)   | Medalla de plata   | Individual         |
| 2009               | Fráncfort (Alemania)   | Medalla de plata   | Individual         |
| 2013               | Fráncfort (Alemania)   | Medalla de oro     | Individual         |
| 2016               | Fráncfort (Alemania)   | Medalla de bronce  | Individual         |

| Campeonato Mundial | Campeonato Mundial    | Campeonato Mundial | Campeonato Mundial |
| Año                | Lugar                 | Medalla            | Prueba             |
| ------------------ | --------------------- | ------------------ | ------------------ |
| 2002               | Maui (Estados Unidos) | Medalla de plata   | Individual         |
| 2003               | Maui (Estados Unidos) | Medalla de oro     | Individual         |
| 2004               | Maui (Estados Unidos) | Medalla de oro     | Individual         |
| 2005               | Maui (Estados Unidos) | Medalla de plata   | Individual         |
| 2009               | Maui (Estados Unidos) | Medalla de oro     | Individual         |
| 2011               | Maui (Estados Unidos) | Medalla de bronce  | Individual         |